# 龙漫少年星期天
《龙漫少年星期天》是吉林美术出版社2006年7月创刊的一本少年向漫画、轻小说杂志。实际主办者是吉美文化。
该杂志实质是吉美的幼年向漫画杂志《龙漫》（即授权引进修改的日本小学馆的《coro-coro》杂志）分化出的少年向杂志。杂志名字来源于小学馆旗下杂志《周刊少年Sunday》，亦有连载小学馆旗下漫画作品，但是杂志创刊时是月刊而非周刊。2011年4月起成为半月刊。2014年12月正式停刊。

## 连载中作品（截止2011年8月）
排名不分先后。
- （日本）《名侦探柯南》（青山刚昌） 2006年7月创刊号 - 连载中 （从第556话开始连载）
- 《玄皓战记》（郑多强） 2007年7月号 - 连载中
- 《神契幻奇谭》（L.DART） 2008年8月号 - 连载中
- 《回转先生》（苏夏） 2009年2月号 - 2011年4月上（第一部）、2011年6月上 - 连载中（第二部）
- 《诛神之夏》（渡之鸟文，小小刀绘，轻小说/漫画） 2009年7月号 - 2009年12月号（第一部）、2010年5月号 - 连载中（第二部）
- 《G革命重启》（原作JM·吉尔伯特，漫画Kyosa、张峻华） 2010年10月号 - 连载中
- 《茨威格与霍金》（P-child）2010年12月号 - 连载中
- 《魔都十字路口》（张磊）2011年7月上 - 连载中
- 《骚动！男生宿舍》（佐手）2011年7月上 - 连载中
- 《功夫家族》（TY.）2011年6月上 - 连载中
- （日本）《天方魔谭MAGI》（大高忍）2012年1月上 - 连载中

## 部分连载完结作品
因很多漫画作品连载期不长即会被腰斩，因此只列出较为著名的作品。排名以连载终止日期为序。
- （韩国）《新暗行御史》（尹仁完作，梁庆一绘） 2006年7月创刊号 - 2008年8月号 （连载部分：Classic 20 PART12至Classic21 PAPT10）
- （日本）《犬夜叉》（高桥留美子） 2006年7月创刊号 - 2011年8月下 （连载部分：第426回至完结）
- 《无尽游戏》（爱欧作/绘）2006年7月创刊号 - 2006年12月号（第一部，轻小说）、2007年6月 - 2008年7月号（第二部，漫画）